# 城市云
合肥城市云数据中心股份有限公司（新三板：874576，简称：城市云），是一家在中国新三板挂牌上市公司，公司总部位于安徽省合肥市，主营业务为云平台及解决方案和IDC及增值服务。是国家级高新技术企业、国家专精特新小巨人企业和安徽省专精特新冠军企业。
公司成立于2012年，2021年合肥高新股份入股城市云，2024年10月17日在全国中小企业股份转让系统挂牌上市。
2023年，公司实现营业收入4.16亿元，实现净利润2419.98万元。